# Teun Gijselhart
Teun Gijselhart (6 april 2005) is een Nederlands voetballer die als middenvelder voor De Graafschap speelt.

## Carrière
Gijselhart sloot op zesjarige leeftijd met voetballen bij AFC. In de zomer van 2016 sloot hij aan bij de jeugdopleiding van AZ. Hier bleef hij tot medio 2023 waarna hij de overstap maakte naar PEC Zwolle, hier sloot hij in eerste instantie aan bij de beloftenploeg maar naarmate het eerste seizoen vorderde mocht hij steeds meer op de reservebank van de hoofdmacht plaatsnemen. Eind 2023 tekende hij een contract tot de zomer van 2026 bij de Zwolse club. Op 3 maart 2024 maakte hij zijn debuut in de verloren uitwedstrijd tegen sc Heerenveen (2–0). Na twee seizoenen waarin hij het met een enkele invalbeurt moest doen, transfereerde hij naar De Graafschap. Hij ondertekende een contract tot de zomer van 2028.

### Carrièrestatistieken
| Seizoen                     | Club            | Land            | Competitie      | Competitie | Competitie | Beker | Beker | Internationaal | Internationaal | Overig | Overig | Totaal | Totaal |
| Seizoen                     | Club            | Land            | Competitie      | Wed.       | Dlp.       | Wed.  | Dlp.  | Wed.           | Dlp.           | Wed.   | Dlp.   | Wed.   | Dlp.   |
| --------------------------- | --------------- | --------------- | --------------- | ---------- | ---------- | ----- | ----- | -------------- | -------------- | ------ | ------ | ------ | ------ |
| 2022/23                     | Jong AZ         | Nederland       | Eerste divisie  | 0          | 0          | –     | –     | –              | –              | 0      | 0      | 0      | 0      |
| 2023/24                     | PEC Zwolle      | Nederland       | Eredivisie      | 1          | 0          | –     | –     | –              | –              | 0      | 0      | 1      | 0      |
| 2024/25                     | PEC Zwolle      | Nederland       | Eredivisie      | 2          | 0          | 0     | 0     | –              | –              | –      | –      | 2      | 0      |
| 2025/25                     | De Graafschap   | Nederland       | Eerste divisie  | 0          | 0          | 0     | 0     | –              | –              | 0      | 0      | 0      | 0      |
| Carrière totaal             | Carrière totaal | Carrière totaal | Carrière totaal | 3          | 0          | 0     | 0     | 0              | 0              | 0      | 0      | 3      | 0      |
| Bijgewerkt tot 26 juni 2025 |                 |                 |                 |            |            |       |       |                |                |        |        |        |        |

## Interlandcarrière

### Nederland onder 17
Op 11 november 2021 debuteerde Gijselhart bij het Nederland –17 in een vriendschappelijke wedstrijd tegen Mexico –17 (5–0).
| Interlands van Teun Gijselhart | Interlands van Teun Gijselhart | Interlands van Teun Gijselhart | Interlands van Teun Gijselhart | Interlands van Teun Gijselhart | Interlands van Teun Gijselhart |
| №                              | Datum                          | Wedstrijd                      | Uitslag                        | Soort wedstrijd                | Doelpunten                     |
| Als speler bij AZ              | Als speler bij AZ              | Als speler bij AZ              | Als speler bij AZ              | Als speler bij AZ              | Als speler bij AZ              |
| ------------------------------ | ------------------------------ | ------------------------------ | ------------------------------ | ------------------------------ | ------------------------------ |
| 1.                             | 11 november 2021               | Mexico – Nederland             | 0 – 5                          | Vriendschappelijk              | 0                              |
| 2.                             | 13 november 2021               | Nederland – Mexico             | 2 – 2                          | Vriendschappelijk              | 1                              |
| 3.                             | 15 november 2021               | Nederland – Tsjechië           | 0 – 1                          | Vriendschappelijk              | 0                              |

### Nederland onder 15
Op 30 januari 2020 debuteerde Gijselhart bij het Nederland –15 in een vriendschappelijke wedstrijd tegen Tsjechië –15 (4–1).
| Interlands van Teun Gijselhart | Interlands van Teun Gijselhart | Interlands van Teun Gijselhart | Interlands van Teun Gijselhart | Interlands van Teun Gijselhart | Interlands van Teun Gijselhart |
| №                              | Datum                          | Wedstrijd                      | Uitslag                        | Soort wedstrijd                | Doelpunten                     |
| Als speler bij AZ              | Als speler bij AZ              | Als speler bij AZ              | Als speler bij AZ              | Als speler bij AZ              | Als speler bij AZ              |
| ------------------------------ | ------------------------------ | ------------------------------ | ------------------------------ | ------------------------------ | ------------------------------ |
| 1.                             | 30 januari 2020                | Nederland – Tsjechië           | 4 – 1                          | Vriendschappelijk              | 0                              |
| 2.                             | 1 februari 2020                | Nederland – Ierland            | 2 – 1                          | Vriendschappelijk              | 0                              |
| 3.                             | 3 februari 2020                | Spanje – Nederland             | 1 – 6                          | Vriendschappelijk              | 0                              |